# Metagonia heraldica
Metagonia heraldica là một loài nhện trong họ Pholcidae. Loài này được phát hiện ở Brasil.